# Mendoza (Perú)
Mendoza, histórica y usualmente llamada San Nicolás, es una ciudad peruana, capital del distrito de San Nicolás y a la vez de la provincia de Rodríguez de Mendoza en el departamento de Amazonas . Está ubicada a 1616 m s. n. m. y tenía una población de 4989 habitantes en 2017.

## Clima
| Parámetros climáticos promedio de Mendoza | Parámetros climáticos promedio de Mendoza | Parámetros climáticos promedio de Mendoza | Parámetros climáticos promedio de Mendoza | Parámetros climáticos promedio de Mendoza | Parámetros climáticos promedio de Mendoza | Parámetros climáticos promedio de Mendoza | Parámetros climáticos promedio de Mendoza | Parámetros climáticos promedio de Mendoza | Parámetros climáticos promedio de Mendoza | Parámetros climáticos promedio de Mendoza | Parámetros climáticos promedio de Mendoza | Parámetros climáticos promedio de Mendoza | Parámetros climáticos promedio de Mendoza |
| Mes                                       | Ene.                                      | Feb.                                      | Mar.                                      | Abr.                                      | May.                                      | Jun.                                      | Jul.                                      | Ago.                                      | Sep.                                      | Oct.                                      | Nov.                                      | Dic.                                      | Anual                                     |
| ----------------------------------------- | ----------------------------------------- | ----------------------------------------- | ----------------------------------------- | ----------------------------------------- | ----------------------------------------- | ----------------------------------------- | ----------------------------------------- | ----------------------------------------- | ----------------------------------------- | ----------------------------------------- | ----------------------------------------- | ----------------------------------------- | ----------------------------------------- |
| Temp. máx. media (°C)                     | 24.8                                      | 24.6                                      | 24.4                                      | 24.9                                      | 25.2                                      | 24.4                                      | 24.7                                      | 24.8                                      | 25                                        | 25.3                                      | 25.7                                      | 26.3                                      | 25                                        |
| Temp. media (°C)                          | 19.6                                      | 19.8                                      | 19.6                                      | 19.8                                      | 19.7                                      | 19.1                                      | 19                                        | 18.6                                      | 19.5                                      | 20                                        | 20.3                                      | 20.6                                      | 19.6                                      |
| Temp. mín. media (°C)                     | 14.5                                      | 15                                        | 14.9                                      | 14.7                                      | 14.3                                      | 13.5                                      | 13.3                                      | 12.5                                      | 14                                        | 14.7                                      | 14.9                                      | 14.9                                      | 14.3                                      |
| Fuente: climate-data.org                  |                                           |                                           |                                           |                                           |                                           |                                           |                                           |                                           |                                           |                                           |                                           |                                           |                                           |

## Turismo
- Aguas termales de Tocuya: Sus aguas a una temperatura de 20 °C contienen azufre.
- Laguna de Huamanpata: Laguna estacional. Su nombre significa "Sitio del Aguila"
- Wimba: Sitio arqueológico cerca a la aguas termales.
- Caverna de Leo: Se trata de un gran cueva fósil con muchas concreciones a 1430 m s. n. m. El arqueólogo Arturo Ruiz (UNMSM Lima) hace mención de la cueva en 2005.[3]
- La colpa de Leyva: Es un puquial de agua cristalina que recorre 500 m antes de llegar al río Leyva, formando humedales habitay de totorales y aves. Ubicada en el kilómetro 2 de la carretera Mendoza-Huambo, a 1599 m s. n. m. En la naciente hay una posa de 12 m² en piedra.

## Gastronomía
- Cuy Cangao, se trata del plato típico. A base de Cuy frito con ají.
- Locro, guiso a base de frijoles verdes, Caihuas o repollo picado y misto (azafrán).
- Humintilla, especie de tamal dulce a base de plátano verde y chancaca.